# Jeunesse sportive madinet Chéraga
Ne pas confondre avec l'USM Chéraga, un autre club de Chéraga.
Maillots
Dernière mise à jour : 28 décembre 2023.
La Jeunesse Sportive Madinet Chéraga (en arabe : الشبيبة الرياضية لمدينة الشراڤة), plus couramment abrégé en JSM Chéraga ou encore en JSMC, est un club algérien de football fondé en 1948 et basé dans la commune de Chéraga à Alger.

## Identité du club

### Logo et couleurs
Les couleurs de la JSM Chéraga sont le Rouge et le Blanc.

Logo actuel.

## Structures du club

### Infrastructures
La JSM Chéraga joue ses matches a domicile dans le Stade Laamali de Chéraga.

### Rivalités
Le rival de la JSM Chéraga est l'autre club de Chéraga, l'USM Chéraga.

### Joueur Mémorable
Islam Slimani a joué à l'JSM Chéraga entre 2007 et 2009 avant d'être transféré au CR Belouizdad pour un montant de 8000 DZA ( environs 800 euro) , tout comme Boualem Khoukhi, qui y a évolué entre 2006 et 2009 avant de quitter l'Algérie pour le Qatar, où il a ensuite été naturalisé.

### Exploit Sportif
Le 24 février 2014, le club a éliminé le CS Constantine en quart de finale de la Coupe d'Algérie pour se qualifier en demi-finale.

## Palmarès
| Compétitions nationales                |
| -------------------------------------- |
| - DNA (1) - Champion Gr.centre : 2007. |

## Parcours

### Classement en championnat par année
- 1962-63 : D?, ?e
- 1963-64 : D?, ?e
- 1964-65 : D?, ?e
- 1965-66 : D?, ?e
- 1966-67 : D?, ?e
- 1967-68 : D?, ?e
- 1968-69 : D?, ?e
- 1969-70 : D?, ?e
- 1970-71 : D?, ?e
- 1971-72 : D?, ?e
- 1972-73 : D?, ?e
- 1973-74 : D?, ?e
- 1974-75 : D?, ?e
- 1975-76 : D?, ?e
- 1976-77 : D?, ?e
- 1977-78 : D?, ?e
- 1978-79 : D?, ?e
- 1979-80 : D?, ?e
- 1980-81 : D?, ?e
- 1981-82 : D?, ?e
- 1982-83 : D?, ?e
- 1983-84 : D?, ?e
- 1984-85 : D?, ?e
- 1985-86 : D?, ?e
- 1986-87 : D?, ?e
- 1987-88 : D3, Division d'honneur Centre Gr. Alger Est, 1er
- 1988-89 : D3, Régional Centre, 8e
- 1989-90 : D3, Régional Centre, 13e
- 1990-91 : D3, Régional Centre, 15e
- 1991-92 : D3, Régional Centre, ?e
- 1992-93 : D?, ?e
- 1993-94 : D?, ?e
- 1994-95 : D?, ?e
- 1995-96 : D?, ?e
- 1996-97 : D?, ?e
- 1997-98 : D?, ?e
- 1998-99 : D?, ?e
- 1999-00 : D?, ?e
- 2000-01 : D?, ?e
- 2001-02 : D?, ?e
- 2002-03 : D3, Régional Centre, 3e
- 2003-04 : D2, Division 2 Centre, 14e
- 2004-05 : D3, inter-régions Centre, 11e
- 2005-06 : D3, inter-régions Centre, 4e
- 2006-07 : D3, inter-régions Centre, 1re
- 2007-08 : D2, Ligue 2, 18e
- 2008-09 : D3, inter-régions Centre, 5e
- 2009-10 : D3, inter-régions Centre, 4e
- 2010-11 : D3, DNA Centre-Ouest, 4e
- 2011-12 : D3, DNA Centre, 13e
- 2012-13 : D3, DNA Centre, 5e
- 2013-14 : D3, DNA Centre, 3e
- 2014-15 : D3, DNA Centre, 9e
- 2015-16 : D3, DNA Centre, 16e
- 2016-17 : D4, inter-régions Centre-Ouest, ?e
- 2017-18 : D?, ?e
- 2018-19 : D?, ?e
- 2019-20 : D?, ?e
- 2020-21 : D4, Saison Blanche

### Parcours du JSMC en coupe d'Algérie
| Saison  | Tour        | Matchs        | Résultats |
| ------- | ----------- | ------------- | --------- |
| 1962-63 | ?           | ?             | ?         |
| 1963-64 | ?           | ?             | ?         |
| 1964-65 | ?           | ?             | ?         |
| 1965-66 | ?           | ?             | ?         |
| 1966-67 | ?           | ?             | ?         |
| 1967-68 | ?           | ?             | ?         |
| 1968-69 | ?           | ?             | ?         |
| 1969-70 | ?           | ?             | ?         |
| 1970-71 | ?           | ?             | ?         |
| 1971-72 | ?           | ?             | ?         |
| 1972-73 | ?           | ?             | ?         |
| 1973-74 | ?           | ?             | ?         |
| 1974-75 | ?           | ?             | ?         |
| 1975-76 | ?           | ?             | ?         |
| 1976-77 | ?           | ?             | ?         |
| 1977-78 | ?           | ?             | ?         |
| 1978-79 | ?           | ?             | ?         |
| 1979-80 | ?           | ?             | ?         |
| 1980-81 | ?           | ?             | ?         |
| 1981-82 | ?           | ?             | ?         |
| 1982-83 | ?           | ?             | ?         |
| 1983-84 | ?           | ?             | ?         |
| 1984-85 | ?           | ?             | ?         |
| 1985-86 | ?           | ?             | ?         |
| 1986-87 | ?           | ?             | ?         |
| 1987-88 | ?           | ?             | ?         |
| 1988-89 | ?           | ?             | ?         |
| 1989-90 | N.J         | N.J           | N.J       |
| 1990-91 | ?           | ?             | ?         |
| 1991-92 | ?           | ?             | ?         |
| 1992-93 | N.J         | N.J           | N.J       |
| 1993-94 | ?           | ?             | ?         |
| 1994-95 | ?           | ?             | ?         |
| 1995-96 | ?           | ?             | ?         |
| 1996-97 | ?           | ?             | ?         |
| 1997-98 | 4e TR       | WBS'haoula    | 0-1       |
| 1998-99 | ?           | ?             | ?         |
| 1999-00 | ?           | ?             | ?         |
| 2000-01 | ?           | ?             | ?         |
| 2001-02 | ?           | ?             | ?         |
| 2002-03 | ?           | ?             | ?         |
| 2003-04 | 1/32 finale | CR Belouizdad | 1-0 a.p   |
| 2004-05 | 1/64 finale | Hydra AC      | 2-0       |
| 2005-06 | 1/16 finale | ASM Oran      | 2-2 t.a.b |
| 2006-07 | ?           | ?             | ?         |
| 2007-08 | 1/64 finale | Paradou AC    | 1-0 a.p   |
| 2008-09 | 1/64 finale | Paradou AC    | 3-2       |
| 2009-10 | 1/16 finale | USM Bel-Abbès | 3-1       |
| 2010-11 | 1/64 finale | MO Bejaia     | 2-1 a.p   |
| 2011-12 | ?           | ?             | ?         |
| 2012-13 | ?           | ?             | ?         |
| 2013-14 | Demi final  | MC Alger      | 0-2       |
| 2014-15 | ?           | ?             | ?         |
| 2015-16 | ?           | ?             | ?         |
| 2016-17 | ?           | ?             | ?         |
| 2017-18 | ?           | ?             | ?         |
| 2018-19 | ?           | ?             | ?         |
| 2019-20 | ?           | ?             | ?         |

## Anciens entraîneurs
- Dan Anghelescu (2013-2014)